# 通巴湖細棱鯡
通巴湖細棱鯡為輻鰭魚綱鲱形目鲱科的其中一種，分布於非洲剛果河流域的通巴湖，體長可達4.2公分，棲息在淡水溪流、湖泊，成群活動，以藻類、橈腳類為食，可做為食用魚。

## 擴展閱讀
維基物種上的相關：通巴湖細棱鯡